# サロン・キティ (映画)
『サロン・キティ』（原題：Salon Kitty, 英題：Madam Kitty）は、1976年公開のイタリア映画。

## 概要
日本での当初の1979年劇場公開時には『ナチ女秘密警察 SEX親衛隊』の題名で短縮版がポルノ映画として公開された。1981年のリバイバルにはこのタイトルで完全版が公開された。なお、ビデオタイトルは『サロン・キティ/ナチ高級娼婦たちの館』と『鉄十字の愛人』とがある。
ティント・ブラスとヴィスコンティ御用達俳優ヘルムート・バーガーが組んだナチズム映画であり、『地獄に堕ちた勇者ども』にインスパイヤされて、さらに内容もエログロ度を強化したものであった。なお、『地獄…』でも共演したイングリッド・チューリンがタイトルロールのマダムに扮している。

## スタッフ
- 監督：ティント・ブラス
- 脚本：ティント・ブラス、マリア・ピア・フスコ、エンニオ・デ・コンチーニ
- 撮影：シルヴァーノ・イポリッティ
- 音楽：フィオレンツォ・カルピ

## キャスト
- ヘルムート・バーガー（バレンベルク）
- イングリッド・チューリン（マダム・キティ）
- テレサ・アン・サボイ（マルガリータ）
- ベキム・フェミュー（ハンス）
- ティナ・オーモン（マリア）